# Балиновци
Балиновци (болг. Балиновци) — село в Болгарии. Находится в Габровской области, входит в общину Габрово. Население составляет 15 человек.

## Политическая ситуация
В местном кметстве Донино, в состав которого входит Балиновци, должность кмета (старосты) исполняет Вася  Парашкевова Михайлова (коалиция в составе 2 партий: Болгарская социал-демократия (БСД), Болгарская социалистическая партия (БСП)) по результатам выборов.
Кмет (мэр) общины Габрово — Томислав Пейков Дончев (Граждане за европейское развитие Болгарии (ГЕРБ)) по результатам выборов.